# Oreopanax dussii
Oreopanax dussii là một loài thực vật có hoa trong Họ Cuồng cuồng. Loài này được Krug & Urb. ex Duss mô tả khoa học đầu tiên năm 1896 publ. 1897.